# Sebastián Alza
Sebastián Alza (* 21. Mai 2004) ist ein uruguayischer Leichtathlet, der sich auf den Hammerwurf spezialisiert hat.

## Sportliche Laufbahn
Erste internationale Erfahrungen sammelte Sebastián Alza im Jahr 2023, als er bei den U20-Südamerikameisterschaften in Bogotá mit einer Weite von 55,49 m den sechsten Platz mit dem leichteren 6-kg-Hammer belegte.
2023 wurde Alza uruguayischer Meister im Hammerwurf.